# Corrado Archibugi

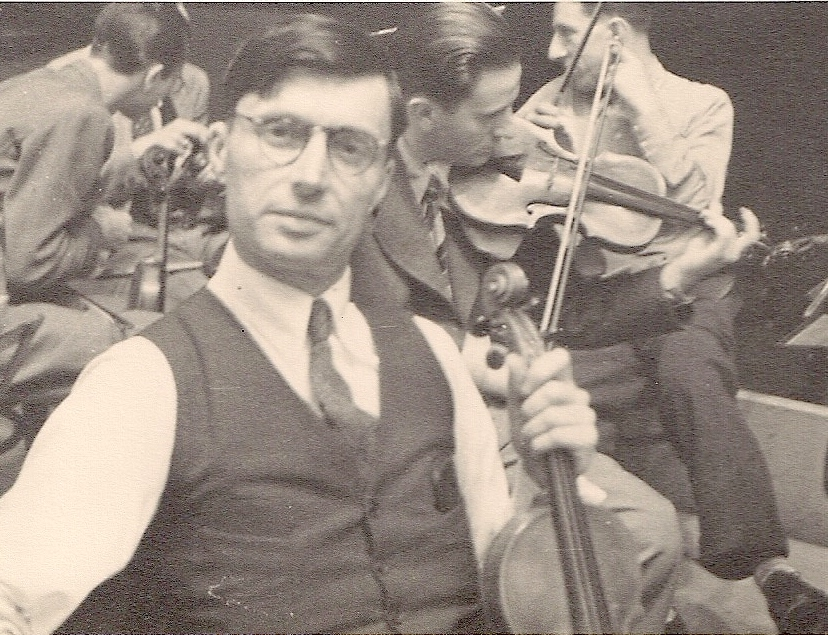
Corrado Archibugi con il suo violino Storioni

Corrado Archibugi (Ancona, 4 settembre 1889 – Roma, 11 maggio 1969) è stato un violinista e compositore italiano.

## Biografia
Nipote dei due eroi del Risorgimento Alessandro e Francesco Archibugi, studiò presso il Conservatorio di Santa Cecilia di Roma sotto la guida di Vincenzo De Sanctis, e si diplomò con il massimo dei voti nel 1911, dove fu subito considerato una promessa della musica italiana.
Nel 1911 Arturo Toscanini lo portò in una tournée in Sud America. Invece di ritornare in Europa, vi rimase fino al 1924, contribuendo a fondare i Conservatori di Buenos Aires e Montevideo. Tornò in Italia solamente nel 1924, senza alcun risparmio, tanto che si mormora che la madre dovette pagare la corsa della carrozzella dalla stazione a casa.
Sposatosi nel 1925 con Adele Francia detta Adelina (San Ginesio, MC, 1900-1986), si impiegò presso l'Orchestra Sinfonica di Roma di Santa Cecilia su sollecitazione di Bernardino Molinari, dove lavorò fino alla pensione (1960) accompagnando l'impegno in orchestra con sporadici concerti di musica da camera.
Suonò spesso anche presso la Messa degli Artisti  di Piazza del Popolo, diretta da suo cognato Mons. Ennio Francia.
È stato ricordato con grande affetto dai suoi allievi di violino, tra i quali ci sono stati personaggi tra i più disparati, compresa la giovane Claretta Petacci, cui smise di dare lezioni quando divenne l'amante di Benito Mussolini, e il telecronista sportivo Sandro Ciotti.

## Curiosità
Il ritratto di Corrado Archibugi è ripreso nel secondo film di sua nipote, la regista Francesca Archibugi, Verso sera .
Lo stesso nome è utilizzato anche dallo scrittore Massimo Pietroselli per il personaggio di un Commissario torinese nei suoi thriller Il palazzo del diavolo (Mondadori, Milano, 2005) e La porta sulle tenebre (Mondadori, Milano, 2007).